# فاراديرو
فاراديرو هي بلدة تقع في مقاطعة ماتنزاس، كوبا.